# Przełyk
Przełyk (łac. oesophagus) – u bezkręgowców przedni odcinek układu pokarmowego nieposiadający mięśni lub słabo w nie zaopatrzony, a u kręgowców odcinek między gardzielą a żołądkiem.

## Stawonogi
Stawonogi mają rurkowaty przełyk, będący częścią jelita przedniego, położony za gardzielą i przechodzący zwykle w żołądek.
U ostrogonów otwór gębowy przesunięty jest do tyłu tak, że prowadzi bezpośrednio do przełyku, który najpierw biegnie do przodu ciała, a potem do przedżołądka. U pajęczaków przełyk wspomaga zasysanie płynnego pokarmu. U zaleszczotków ma w przekroju kształt litery X, a u głaszczkochodów jest workowaty. Kikutnice mają przełyk krótki i cienki. U roztoczy przełyk biegnie przez synganglion w kanale przełykowym.
Wąsoraczki i widłonogi mają przełyk silnie umięśniony. U tarczenic ma kształt lejkowaty. Hoplitowce nie posiadają przełyku, z kolei u Bathynellacea brak jest żołądka i przełyk ciągnie się do szóstego torakomeru.
U sześcionogów i przełyk ma zwykle postać cienkiej rurki, przy czym u owadów jego tylna część często rozszerzona jest w wole.

## Mięczaki
U tarczonogich przełyk na granicy z jelitem środkowym otoczony jest zwieraczem. W orzęsionym przełyku chitonów znajdują się ujścia gruczołów przełykowych, a zwieracz odgranicza go od żołądka. U jednotarczowców najczęściej otwierają się w przełyku 2 pary kieszeni przełykowych. Ślimaki miewają przełyk opatrzony workowatym wolem, a niektóre gatunki drapieżne potrafią wysuwać przełyk wraz z gardzielą na zewnątrz ciała. W przełyku walconogów występuje nabłonek migawkowy i gruczoły ślinowe. Małże mają go wyścielonego nabłonkiem rzęskowym i opatrznego wieloma gruczołami. Głowonogi większości przypadków mają przełyk długi i cienki, otoczony mózgiem, a u niektórych gatunków rozszerzony w tylnej części w wole.

## Kręgowce
Ryby i płazy bezogonowe mają krótki przełyk zaciskany skurczem mięśni okrężnych, a otwierający się przy połykaniu. Obecność szyi sprawia, że u gadów i ptaków odcinek ten jest dłuższy, zaś u ssaków jego długość dodatkowo zwiększa obecność przepony. Na mięśniówkę przełyku składają się u większości kręgowców dwie warstwy mięśni poprzecznie prążkowanych: zewnętrzną okrężną i wewnętrzną podłużną. Ściana przełyku opatrzona jest wielokomórkowymi gruczołami produkującymi śluz. U ryb, płazów i niektórych gadów przełyk wyścielony jest nabłonkiem migawkowym, podczas gdy u żółwi, ptaków i ssaków wyścieła go nabłonek rogowaciejący. U niektórych ptaków występuje rozszerzenie przełyku w postaci rozdęcia (np. sowy) lub cienkościennego wola (np. gołębie).

### Człowiek
U człowieka przełyk stanowi mięśniowo-błoniasty przewód łączący gardło z żołądkiem, podzielony na część szyjną, piersiową i brzuszną. Jego ściana składa się z błony śluzowej, utkania podśluzowego, błony mięśniowej złożonej z mięśni poprzecznie prążkowanych i gładkich oraz przydanki.

## Inne grupy
U żebropławów przełykiem określany bywa odcinek układu chłonąco trawiącego pomiędzy położonym na stożku gębowym otworem gębowym a gardzielą.
U ramienionogów przełyk ciągnie się od otworu gębowego do żołądka.
Wśród szkarłupni przełyk jest krótki. U rozgwiazd i wężowideł łączy otwór gębowy z żołądkiem, u liliowców z rurkowatym jelitem środkowym, u jeżowców z gardzielą. Strzykwy mają przełyk i gardziel rozgraniczone szkieletowym pierścieniem z płytek, stanowiących punkty zaczepu dla mięśni wciągaczy czułków.